# Stenocaris arenicola
Stenocaris arenicola är en kräftdjursart som beskrevs av C. B. Wilson 1932. Stenocaris arenicola ingår i släktet Stenocaris och familjen Canthocamptidae. Inga underarter finns listade i Catalogue of Life.